# Лебедјањ
Лебедјањ (рус. Лебедянь) град је у Русији у Липецкој области. Према попису становништва из 2010. у граду је живело 21012 становника.

## Становништво
| 1959. | 1970.  | 1979.  | 1989.  | 2002.  | 2010.  |
| ----- | ------ | ------ | ------ | ------ | ------ |
| 8.595 | 12.298 | 20.006 | 22.850 | 22.966 | 21.012 |